# Oberbalm
Oberbalm es una comuna suiza del cantón de Berna, situada en el distrito administrativo de Berna-Mittelland. Limita al norte y oeste con la comuna de Köniz, al sur y al este con Niedermuhlern, Rüeggisberg, Schwarzenburg y Wald.
Hasta el 31 de diciembre de 2009 situada en el distrito de Berna. La localidad es conocida por su iglesia, la iglesia de San Sulpitius alberga frescos de 1470. Oberbalm es lugar de romería.
Cada verano se celebra al aire libre el festival de rock Outdoor Elch en la cima de la colina de Balmberg.

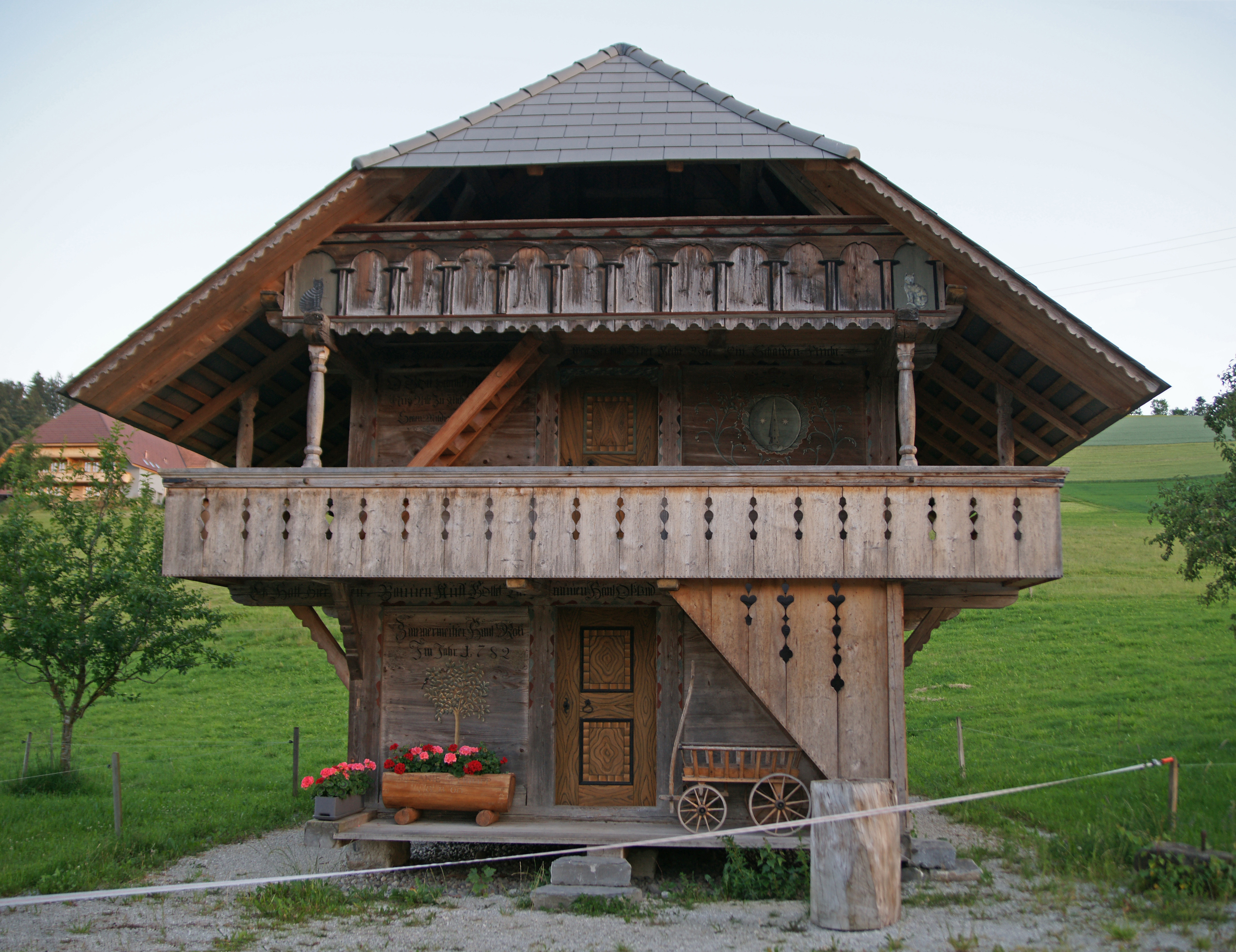
Speicher en Oberbalm.